# Farm
| Recensione | Giudizio |
| ---------- | -------- |
| AllMusic   | [ 1 ]    |

Farm è il nono album in studio del gruppo musicale statunitense Dinosaur Jr., pubblicato il 23 giugno 2009 dalla Jagjaguwar.

## Tracce
1. Pieces – 4:32 (J Mascis)
2. I Want You to Know – 4:30 (J Mascis)
3. Ocean in the Way – 4:20 (J Mascis)
4. Plans – 6:41 (J Mascis)
5. Your Weather – 3:06 (Lou Barlow)
6. Over It – 3:47 (J Mascis)
7. Friends – 4:32 (J Mascis)
8. Said the People – 7:41 (J Mascis)
9. There's No Here – 3:39 (J Mascis)
10. See You – 5:47 (J Mascis)
11. I Don't Wanna Go There – 8:43 (J Mascis)
12. Imagination Blind – 3:21 (Lou Barlow)

Durata totale: 60:39

## Formazione

### Gruppo
- J Mascis – chitarra, voce
- Lou Barlow – basso, voce (tracce 5 e 12)
- Murph – batteria

### Produzione
- J Mascis – produzione
- John Agnello – ingegneria del suono, missaggio
- Justin Pizzoferrato – ingegneria del suono
- Greg Calbi – mastering
- Daniel Murphy – design grafico
- Marq Spusta – grafica